# Базковское сельское поселение
Базковское сельское поселение — муниципальное образование в Шолоховском районе Ростовской области.
Административный центр поселения — станица Базковская.

## География
Территория сельского поселения составляет 181 км². По северу граничит с Вешенским сельским поселением, по востоку граничит с Калининским сельским поселением, по югу граничит с Кружилинским сельским поселением, по западу граничит с Меркуловским сельским поселением. 

## История
Величаво и плавно, у подножия меловых гор, катит свои воды река Дон. Древняя казачья песенная река - немой свидетель величайших исторических событий ярко и неповторимо описанных Михаилом Александровичем Шолоховым. Прототипами главных героев  романа «Тихий Дон»  Григория Мелихова и Аксиньи стали односельчане нашего поселения Харлампий Ермаков (х. Громковский) и Ольга Солдатова (ст. Базковская). На узкой полосе, в устьях речек и оврагов,  на низинах правобережья напротив станицы Вёшенской ещё в XVII веке появились более десятка поселений. Среди них самым  первым, как указывается в журнале «Донские епархиальные ведомости» за 1894 год был хутор Базки. 
Возвышенность, где он располагался, служила базами во время весеннего половодья старому городку Вёшки, находившемуся тогда между озером Рассоховым и рекой Дон. Бытует и другое мнение. По списку 1820 года, при реке Дон в устье Виноградной и Пановой балок и буерака Хохлачкина значится хутор Борисовский (Базки), в нём насчитывалось 25 дворов. А ныне в станице Базковской, как она сейчас называется 1073 двора с населением 2551 человек. Соседние хутора были многолюднее. В хуторе Громковском, получившем своё название от балки, на  которой он располагался, было 33 двора, а в хуторе Белогорском, получившем своё название от горы, у подножия которой он расположился, было 38 дворов.
До начала XIX века базковцы и жители соседних хуторов  жили бедно. Деревянная борона и цеп были орудиями  труда. Люди, как правило, ходили в домотканой одежде.
Самым крупным объектом строительства была церковь. Её соорудили на деньги собранные с прихожан. В храме повесили иконы, написанные с базковских богачей. Так, крупный землевладелец Тимофей Каргин стал «Святой Тимофей», Фома Бирюлин с семьёй был изображён как «Мученик Фома со чадами». Выгодное географическое положение - дороги, связывающие хутор с пристанью и другими хуторами, позволили Базкам стать крупным пунктом торговли хлебом, промтоварами и сельхозмашинами. В связи с этим к концу 19 века хутор начал быстро расти. В Базках началось строительство торговых складов, магазинов. Казаки станицы несли немало повинностей. Так, казакам, проживавшим у почтового тракта, с 1746 года вменяло в обязанность сопровождать и охранять почту. Много времени отнимала заготовка и сплав леса в крепость Дмитрия Донского, дров войсковому атаману Иловайскому. 
Революция  1917  года  положила конец прежнему укладу жизни. Началась жесткая борьба за утверждение  Советской власти на Дону. Старшее поколение помнит  о кровопролитной сече на юго-западной окраине Базков. Там в 1919 году долгое время островками стояла нетронутая скотом трава, скрывавшая трупы людей и лошадей. После поражения белоказаков Верхнего Дона в Базках был образован первый совет. Он располагался в небольшом домике с двумя оконцами вблизи балки Пановой. В нём начали свою деятельность представители Советов - 27-ми летний председатель Андриан Леонтьевич Попов, казненный бандой Кондратьева в 1921 году, и двадцатидвухлетний секретарь Анисим Никитович  Лапченков.              
В 1920 году была организована первая в округе Базковская трудовая земледельческая артель из 40 дворов. В  1920 году  в  Базковском  и  Громковском  хуторах  проводилось празднование 3-й годовщины Октябрьской революции. В 1925 году была создана Базковская партийная ячейка в составе 4-х  человек. В неё входили председатели советов: Базковского – А. Н. Крючков, Калининского – И. Ф. Титов. Руководил  партийной ячейкой  член  бюро  Р. К.  партии  И. А. Филимонов, работавший  завхозом  второй  окружной  больницы.
В  1929 году  в  Базках  была  создана  первая  в   районе   МТС,  переименованная  в  Базковскую  после раздела  района.  Она  обрабатывала  24 915 га земли.      
В  Базках  28 февраля  1930 года  на  базе  мелких хозяйств был  организован  крупный  колхоз  «Гигант». Возглавляли  его  рабочий – двадцатипятитысячник  Янецкий  и  его  заместитель  Яблонский. Практика  показала, что  «Гигант»  оказался  громоздким, неуправляемым. Через  2  месяца  райком  партии  признал  целесообразным  разделить  его  на  четыре  хозяйства  в  границах  сельских  советов.  В  декабре 1933 года  Базковский  колхоз разделили  ещё  на  3  хозяйства. В  1935 году  Базки  стали  районным  центром.
Во время Великой Отечественной войны на  защиту  Родины  ушли многие базковские мужчины  и  более  30  женщин. Трудящиеся  Базковского  района  собрали  и  сдали в  фонд  Красной  Армии  свыше  100 тысяч  пудов  зерна. В  марте  1943 года  Верховный  Главнокомандующий И. В. Сталин  прислал  за  это  благодарность,  назвав  хутор Базки  станицей.  С  тех  пор  новое  наименование  вошло во все  справочники и документы. В 1951 году Базковский район был реорганизован, и Базки вошли в состав, тогда ещё Вешенского района. По сей день на карте Шолоховского района указаны две станицы – Вешенская и Базковская.
В январе 2006 года создано муниципальное образование «Базковское сельское поселение», находящееся на территории Шолоховского района. Центром является станица Базковская.
На территории поселения осуществляют свою деятельность СПК «Тихий Дон», ООО «Нива», 7 крестьянско-фермерских хозяйств, 39 предприятий различной направленности, 128 индивидуальных предпринимателей. Образовательные учреждения: Филиал Ростовского кооперативного техникума, УКК «Вешенский», 2 детских сада. Медицинские учреждения - Базковская участковая больница, 3 ФАПа. Учреждения культуры - ДК «Октябрь», 4 сельских клуба, филиал школы искусств, 2 библиотеки.

## Административное устройство
В состав Базковского сельского поселения входят:
- станица Базковская;
- хутор Альшанский;
- хутор Белогорский;
- хутор Верхнетокинский;
- хутор Громковский;
- хутор Фроловский.

## Население
| 2010  | 2012  | 2013  | 2014  | 2015  | 2016  | 2017  |
| ----- | ----- | ----- | ----- | ----- | ----- | ----- |
| 5583  | ↘5551 | ↘5532 | ↘5433 | ↗5461 | ↘5424 | ↘5405 |
| 2018  | 2019  | 2020  | 2021  |       |       |       |
| ↘5385 | ↘5268 | ↘5206 | ↗5215 |       |       |       |